# Cardiomiopatía alcohólica
La cardiomiopatía alcohólica es una enfermedad en la cual el consumo crónico de alcohol conduce al fallo cardiaco. La cardiopatía alcohólica es un tipo de miocardiopatía dilatada. Debido al efecto directo del alcohol sobre el músculo cardiaco, el corazón es incapaz de bombear eficientemente la sangre, produciendo una insuficiencia cardiaca. Es más frecuente en hombres adultos entre la tercera y quinta década de vida.

## Fisiopatología
La mayoría de los estudios neuropatológicos de la cardiomiopatía alcohólica provienen de estudios microcoscópicos post mortem y que, por lo tanto, conllevan sus limitaciones. Lo cierto es que dichos estudios han mostrado ciertas similitudes y ciertas diferencias entre la enfermedad de Alzheimer (EA) y la cardiomiopatía alcohólica. En muchos casos, cuando se obtiene el cerebro, la enfermedad ya está avanzada y la presentación clínica es mucho más similar a la EA de lo que era originalmente. La mayoría de los hallazgos indican que en la cardiomiopatía alcohólica se evidenciaría también la presencia de ovillos neurofibrilares y de placas de amieloide, típicamente halladas en pacientes con EA. Las diferencias fundamentales parecieran encontrarse en la distribución y localización de dichos hallazgos, siendo más posterior en la cardiomiopatía alcohólica. En particular, en la cardiomiopatía alcohólica se encontrarían más afectadas las áreas visuales primarias y la conjunción occipito-temporo-parietal, mientras que en los lóbulos frontales los hallazgos serían menores que en la enfermedad de Alzheimer.

## Síntomas
Los síntomas presentados en la miocardiopatía alcohólica son el resultado de la falla cardiaca y frecuentemente ocurren cuando la enfermedad ya se encuentra en una etapa avanzada. Por lo tanto, los síntomas serán similares a los de otras formas de miocardiopatía
Los síntomas incluyen:
- Edema de extremidades
- Anasarca
- Pérdida del apetito
- Fatiga
- Cansancio
- Tos
- oliguria y nicturia
- Disnea
- Palpitaciones

## Diagnóstico
El antecedente de ingesta crónica de alcohol más la clínica y las anormalidades electrográficas (como crecimiento de cavidades) y aumento del tamaño del corazón al ECO.

## Tratamiento
El tratamiento incluye cambios en el estilo de vida, suspensión del hábito etílico, disminución en el consumo de sodio y la restricción de líquidos sumados a terapia farmacológica. Los fármacos utilizados son los mismos que en la insuficiencia cardiaca, es decir, ieca, beta bloqueadores y diuréticos.
Personas con falla congestiva pueden optar por la inserción quirúrgica de un desfibrilador cardiaco o un marcapasos el cual puede disminuir el riesgo de muerte. En casos en donde la falla cardiaca es irreversible pueden ser candidatos a trasplante de corazón.
El tratamiento evitará el progreso del deterioro cardiaco, además, la cardiomiopatía es en alto grado reversible si es que se cesa el consumo etílico.